# Jean II de Chalon-Auxerre
Jean II de Chalon-Auxerre, né en 1292 et mort en 1361/62, est un seigneur de Rochefort, comte d'Auxerre à la mort de son père Guillaume de Chalon († 1304), puis comte de Tonnerre à la suite de sa grand-tante Marguerite de Bourgogne († 1308).

## Biographie

### Origines

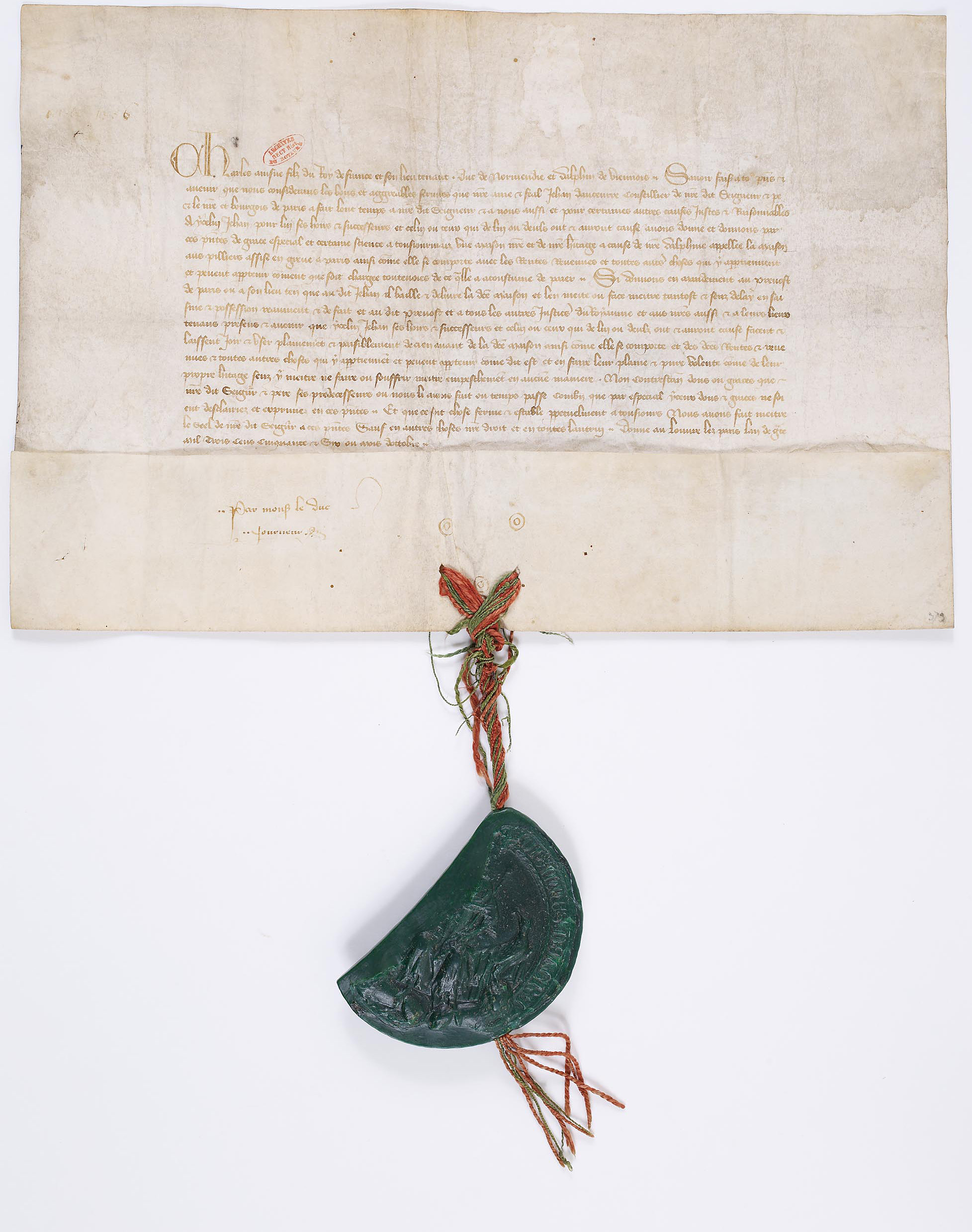
Le dauphin Charles V de France, fils aîné et lieutenant du roi de France, donne à Jean d'Auxerre, conseiller du roi et bourgeois de Paris, une maison dite "maison aux Piliers", sise place de Grève à Paris. Cet acte rédigé en français en octobre 1356 est scellé du grand sceau royal en cire verte auquel il manque la moitié, pendant sur lacs de soie verte et rouge. Archives nationales de France.

Jean est né en 1292,. Il est le fils de Guillaume († 1304), dit le Grand, comte d'Auxerre et de Tonnerre, et de son épouse Éléonore (it), fille du comte de Savoie Amédée V,. Il appartient à la tige des Chalon-Auxerre-Tonnerre.
Il a une sœur, Jeanne († v. 1360),, qui héritera d'une partie du comté de Tonnerre.

### Tutelle
Son père meurt en 1304. Il prête serment alors qu'il est encore mineur pour le comté de Tonnerre, n'obtenant que la garde et non le titre,,. Mineur, il est cependant placé sous la tutelle maternelle jusqu'à ce qu'elle se remarie en 1308,. Son grand-père, Jean Ier de Chalon-Auxerre, est chargé de sa tutelle jusqu'à ce qu'il meurt également en 1309,. Toujours mineur, il est placé jusqu'à sa majorité, déclarée en 1313, sous la garde de son parent Louis, comte de Nevers,.
Dès 1309, il hérite également des seigneuries de Rochefort, Châtelbelin, Arinthod et Orgelet.

### Seigneur bourguignon et franc-comtois
À sa majorité, en 1314, il obtient pleinement le titre de comte,,.
L'« ordonnance de 1315 » cherche à limiter les monnaies seigneuriales et imposer la monnaie royale, issue des ateliers de Paris et Tours. Ne pouvant plus battre monnaie dans ses terres d'Auxerre et de Tonnerre, Jean se replie sur ses fiefs relevant du duc de Bourgogne,. Selon les textes, il aurait frappé monnaie à Orgelet, avant 1341. Cette action lui vaut en tout cas l'excommunication par l'archevêque de Besançon, Hugues de Vienne,. Jean fait appel à l'arbitrage du Saint-Siège pour cette excommunication, mais sans attendre la réponse, dès 1343, il bât monnaie à Châtelbelin,. Il se repentit cependant la même année,. L'empereur fait relever, en 1351, l'excommunication pour le monnayage à Orgelet. Deux ans plus tard, il concède à perpétuité à Jean de Chalon, « son amé prince et cousin », de battre monnaie noire et blanche, à Orgelet,.
En 1335, il cède une partie de ses droits à sa sœur, Jeanne. Cette dernière, dans son testament de 1360, lègue sa part de Tonnerre à son frère.
Participant à la guerre de Cent Ans, il semble prisonnier à Londres en 1346. En mai 1357, il est encore prisonnier alors qu'il donne une procuration à Fromont de Toulongeon et Etienne de Belfort afin qu'il le représente lors du mariage de sa fille Henriette à Hugues/Huguenin de Vienne, seigneur de Pagny.
Jean meurt vraisemblablement en 1361/62,. Des auteurs anciens l'ont dit, par erreur, mort en août 1346 à la bataille de Crécy (information reprise dans le Dictionnaire de la Guerre de Cent Ans (2023)).

## Famille
Il semble avoir épousé en premières noces, Marie, fille du comte Amédée II de Genève, comme le rapportent les historiens Louis Moréri (1718) ou plus récemment Pierre Duparc (1978), ou encore Richard Prot et Pierre Crinon. Le site Internet de généalogie ne la mentionne pas, mais indique des fiançailles avec, Marguerite, sœur de sa seconde épouse.

Concernant Marie de Genève, Moréri (1718) faisait mourir à tort Jean II à la bataille de Crécy en 1346, et donnait Marie de Genève comme la mère de Jean III d'Auxerre, alors qu'il est le fils de la seconde épouse, Alix de Bourgogne-Montbéliard (voir ci-après). Duparc cite Marie comme comtesse d'Auxerre au testament de son père Amédée II de Genève en septembre 1306, le mariage a donc été précoce ; Marie serait morte vers 1316.
Jean de Chalon épouse en secondes noces, en 1317, sa cousine Alix de Bourgogne, dame de Montfleur, Lons en partie avec Montaigu, fille de Renaud, comte de Montbéliard. De leur union naissent : 
- Jean III (v. 1318 † 1379), comte d'Auxerre et comte de Tonnerre, ∞ (1333/36)  Marie Crespin du Bec, d'où postérité.
- Guillaume († 1360), seigneur de Chavannes et Dramelay, ∞ Jeanne de Châteauvillain.
- Tristan († 1369, assassiné), seigneuries de Châtelbelin, Rochefort, Orgelet, Arinthod, Montaigu, Dramelay, Monnet, Montfleur[14], ∞ Jeanne de Vienne (fille de Philippe II ou III de Vienne-Montmorot, Lons et Ruffey. Dont :  
  - Jean de Chalon († 1396, à Nicopolis), ∞ (1) Jeanne de Montfaucon-Montbéliard, puis ∞ (2) Jeanne de Ghistelles. Sans postérité.
  - Alix († v. 1426), dame de Montfleur, ∞ (1) de François de Sassenage, ∞ (2, 1424) Pierre de La Baume-St-Sorlin.
- Henriette, dame de Binans, ∞ Hugues de Vienne seigneur de Pagny,
d'où la suite des barons de Pagny.
- Marguerite († 1378), ∞ (1) Jean de Savoie, fils du baron Louis II de Vaud, ∞ (2) Henri de Vienne, seigneur d'Antigny.
- Jeanne († v. 1342), ∞ Thibaud V de Neuchâtel-Bourgogne.
- Béatrice, dame de Montgeffon en Comté, ∞ deuxième femme d'Humbert VI de Thoire-Villars.